# ابزارپوش استیونسن

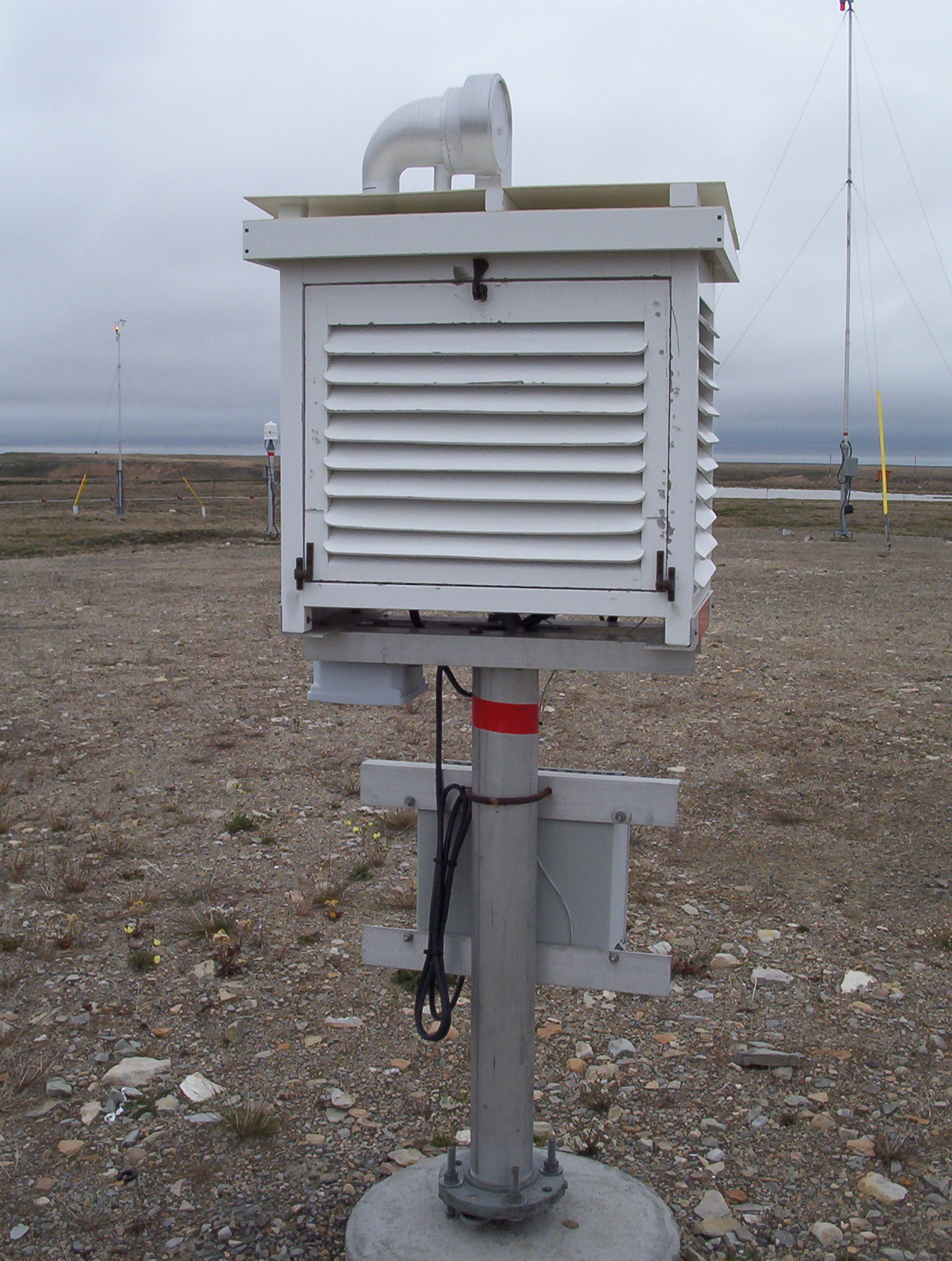
نمای بیرونی ابزارپوش استیونسن

ابزارپوش استیونسن (به انگلیسی: Stevenson screen) که جعبه اسکرین یا پناهگاه هواشناسی نیز نامیده می‌شود، حفاظی است برای محافظت از ابزارهای هواشناسی در برابر بارش و تابش مستقیم گرما از منابع بیرونی، در حالی که به هوا اجازه می‌دهد در اطراف ابزارها جریان داشته باشد. این حفاظ بخشی از یک ایستگاه هواشناسی استاندارد است. درون حفاظ استیونسن ابزارهایی مانند دماسنج (معمولی، بیشینه-کمینه)، نم‌سنج، سایکرومتر، شبنم‌یاخته، فشارسنج و دما-آب‌نگار جای می‌گیرد. کارکرد حفاظ استیونسن فراهم آوردن محیطی استاندارد برای اندازه‌گیری دما، نم، نقطه شبنم و فشار اتمسفر است.
این دستگاه به نام توماس استیونسن (۱۸۸۷–۱۸۱۸) مهندس عمران اسکاتلندی که چندین فانوس دریایی طراحی کرد، نام‌گذاری شده است. وی پدر رابرت لویی استیونسن نویسنده اسکاتلندی قرن نوزدهم بود.

## ویژگی‌ها و کاربردهای ابزارپوش استیونسن[۲]
ابزارپوش استیونسن که به آن جعبه اسکرین، پناهگاه هواشناسی یا Stevenson Screen نیز گفته می‌شود، یک محفظه استاندارد در ایستگاه‌های هواشناسی است. هدف اصلی آن:
- حفاظت از ابزارهای اندازه‌گیری مانند دما، رطوبت، فشار و نقطه شبنم در برابر تابش مستقیم خورشید، بارش یا تشعشع‌های گرمایی
- در عین حال، ارائه جریان هوای آزاد برای جلوگیری از اشتباه در داده‌ها   این نوع ابزارپوش استانداردهایی برای نمایش دقیق شرایط محیطی فراهم می‌کند و در سراسر جهان مورد استفاده قرار می‌گیرد

## تاریخچه و منشأ نام‌گذاری
- این وسیله توسط توماس استیونسن (Thomas Stevenson، مهندس عمران اسکاتلندی و طراح فانوس دریایی) طراحی شد؛ وی پدر نویسنده مشهور رابرت لوئیس استیونسن بود
- طراحی اولیه با دیواره‌های کرکره‌ای دوبل در سال ۱۸۶۴ ارائه شد، که بعدها توسط ادوارد موالی اصلاح شد — به‌طور نمونه افزودن سقف دوبل، کف شیب‌دار و بهبود ساختار لاملای دیواره‌ها

## ویژگی‌های ساختار و اصول طراحی
- جعبه‌ای از جنس چوب یا فلز، دارای دیواره‌های کرکره‌ای دوجداره برای گردش مناسب هوا
- رنگ سفید برای بازتاب حداکثری نور خورشید و کاهش گرمایش داخلی
- سقف دوبل با فضای هواگیر بین صفحات برای جلوگیری از انتقال گرما
- نصب در ارتفاع استاندارد بین ۱٫۲۵ تا ۲ متر از زمین برای کاهش تأثیر دمای سطحی
- قاعده معمول پنل بیرونی کرکره‌ای و قاعده داخلی با شکاف‌هایی برای تهویه طبیعی
- توصیه شده که در نیمکره شمالی درب محفظه به سمت شمال قرار گیرد تا در حین باز شدن تابش مستقیم خورشید باعث خطا نشود

## ابعاد و تجهیزاتی که نگهداری می‌کند
- ابعاد داخلی بسته به تعداد ابزارها متفاوت است؛ ابعاد معمول:
  - 76.5 × 61 × 59.3 سانتی‌متر (برای یک مجموعه ابزار استاندارد)
  - نسخه‌های بزرگ‌تر (Double screen) با عرض حدود ۱۰۵ سانتی‌متر نیز وجود دارند Wikipedia
- داخل آن ابزارهایی مانند:
  - دماسنج‌ها (عادی، بیشینه و کمینه)
  - نم‌سنج، سایکرومتر (دو دماسنج مرطوب و خشک)
  - شبنم‌یاخته (dewcell)
  - فشارسنج (در برخی ایستگاه‌ها)
  - دما-آب‌نگار

## اهمیت در دقت اندازه‌گیری داده‌های اقلیمی
- بدون وجود محفظه، دماسنج در معرض تابش مستقیم خورشید یا باد قرار می‌گیرد و دمای اندازه‌گیری به‌شدت افزایش خواهد یافت
- مطابق یک مطالعه سال ۲۰۲۴ از دانشگاه Reading، میزان اختلاف دمای ثبت‌شده در برخی شرایط ممکن است بیش از 1°C افزایش یا کاهش یابد، در حالی که سیستم‌های پیشرفته نوین تفاوت کمتری ایجاد می‌کنند؛ با این حال، ابزارپوش استیونسن همچنان مرجعی معتبر برای داده‌های اقلیمی باقی‌مانده است

## جدول خلاصه ویژگی‌ها
| ویژگی             | توضیح                                                |
| ----------------- | ---------------------------------------------------- |
| نام انگلیسی       | Stevenson screen / Instrument shelter                |
| مخترع             | توماس استیونسن                                       |
| سال طراحی         | حدود ۱۸۶۴                                            |
| جنس بدنه          | چوب یا فلز با رنگ سفید                               |
| ساختار دیواره     | کرکره‌ای برای تهویه طبیعی                             |
| ارتفاع نصب        | بین ۱٫۲۵ تا ۲ متر                                    |
| تجهیزات مراقبت‌شده | دماسنج، نم‌سنج، فشارسنج، Thermograph                  |
| هدف اصلی          | اندازه‌گیری دقیق دما، رطوبت و فشار در شرایط استاندارد |

## جمع‌بندی
ابزارپوش استیونسن یکی از پایه‌های ناگسستنی ایستگاه‌های هواشناسی نزدیک به ۱۶۰ سال است. طراحی ساده ولی مؤثر آن که توسط مهندسی هوشمندانه برای حذف گرمای مستقیم و تأثیرات محیطی نامطلوب انجام شده، همچنان در قرن ۲۱ به عنوان مرجع اصلی در اندازه‌گیری داده‌های هواشناسی معتبر است.